# Oscar de Férenzy
 (décembre 2020).
Si vous disposez d'ouvrages ou d'articles de référence ou si vous connaissez des sites web de qualité traitant du thème abordé ici, merci de compléter l'article en donnant les références utiles à sa vérifiabilité et en les liant à la section « Notes et références ».
Oscar Fraenzel de Férenzy, né le 5 août 1869 à Berne en Suisse mort le 9 décembre 1942 à Compiègne, est un écrivain et journaliste français.
Il s'installa en Alsace après 1918 et y devint rédacteur de l'écho d'Alsace.
Il est le fondateur du journal La Juste Parole,.

## Ouvrages
- L'héritier des Saint-Blaise, 1924[6]
- La vérité sur l'Alsace, Société d'édition de la Basse-Alsace, 1930.
- Les Juifs, et nous chrétiens, E. Flammarion, 1935[7].